# Park Narodowy Gennargentu
Park Narodowy Gennargentu – park narodowy położony na Sardynii we Włoszech, we wschodniej części wyspy u wybrzeży Morza Tyrreńskiego. Park znajduje się na terenach prowincji Cagliari, Nuoro, Ogliastra zajmując powierzchnię około 739 km². Został utworzony 30 marca 1998.

## Geografia
Park leży na obszarach gmin: Aritzo, Arzana, Baunei, Belvì, Desulo, Dorgali, Fonni, Gairo, Gavoi, Lodine, Meana Sardo, Oliena, Ollolai, Olzai, Orgosolo, Ovodda, Seui, Seulo, Sorgono, Talana, Tiana, Tonara, Urzulei oraz Villagrande Strisaili. Park znajduje się w masywie Gennargentu (mając w swych obszarach najwyższy szczyt Sardynii Punta La Marmora 1834 m n.p.m.) oraz u brzegów zatoki Orsei. Wybrzeże zatoki posiada wiele jaskiń w tym Grotta del Bue Marino czy Grotta di Ispinigoli.
Na jego obszarach znajduje się również górzysty wapienny kompleks Supramonte z najwyższym szczytem Monte Corrasi 1463 m n.p.m.
Na terenach parku leży jezioro Lago di Gusana oraz częściowo Lago Bau Muggeris.

## Flora i fauna
Z roślin porastających tereny parku można wyróżnić: dęby, klony, jałowce, chruścina jagodna, filirea szerokolistna, wilczomlecz Turnera diffusa, rozmaryn czy  szarańczyn strąkowy.
Ze zwierząt wiele gatunków ssaków, ptaków, gadów oraz płazów. Z ssaków należy wymienić daniele i jelenie, które są coraz rzadsze, oprócz tego muflon śródziemnomorski, dziki, żbik europejski, lisy, kuny czy jeże. Z ptaków takie jak: sokół skalny, orzeł przedni, krogulec zwyczajny czy myszołów zwyczajny.
Z płazów i gadów: Euproctus platycephalus z rodzaju Euproctus czy Archaeolacerta bedriagae  z rodziny jaszczurkowatych. Z owadów warto wyróżnić gatunek motyla paź korsykański.
W rzekach na terenie parku występują liczne pstrągi.